# Mid Suffolk
Mid Suffolk är ett distrikt (motsvarande kommun) i grevskapet Suffolk i England, Storbritannien. Distriktet har 105 723 invånare (2022). Större orter är Needham Market och Stowmarket. Distriktets administration ligger i Ipswich, utanför distriktet.

## Civil parishes
Distriktet är indelat i 123 civil parishes:Akenham, Ashbocking, Ashfield cum Thorpe, Aspall, Athelington, Bacton, Badley, Badwell Ash, Barham, Barking, Battisford, Baylham, Bedfield, Bedingfield, Beyton, Botesdale, Braiseworth, Bramford, Brome and Oakley, Brundish, Burgate, Buxhall, Claydon, Coddenham, Combs, Cotton, Creeting St. Mary, Creeting St Peter, Crowfield, Darmsden, Debenham, Denham, Drinkstone, Earl Stonham, Elmswell, Eye, Felsham, Finningham, Flowton, Framsden, Fressingfield, Gedding, Gipping, Gislingham, Gosbeck, Great Ashfield, Great Blakenham, Great Bricett, Great Finborough, Harleston, Haughley, Helmingham, Hemingstone, Henley, Hessett, Hinderclay, Horham, Hoxne, Hunston, Kenton, Langham, Laxfield, Little Blakenham, Little Finborough, Mellis, Mendham, Mendlesham, Metfield, Mickfield, Monk Soham, Needham Market, Nettlestead, Norton, Occold, Offton, Old Newton with Dagworth, Onehouse, Palgrave, Pettaugh, Rattlesden, Redgrave, Redlingfield, Rickinghall Inferior, Rickinghall Superior, Ringshall, Rishangles, Shelland, Somersham, Southolt, Stoke Ash, Stonham Aspal, Stonham Parva, Stowlangtoft, Stowmarket, Stowupland, Stradbroke, Stuston, Syleham, Tannington, Thorndon, Thornham Magna, Thornham Parva, Thrandeston, Thurston, Thwaite, Tostock, Walsham-le-Willows, Wattisfield, Westhorpe, Wetherden, Wetheringsett-cum-Brockford, Weybread, Whitton, Wickham Skeith, Wilby, Willisham, Wingfield, Winston, Woolpit, Worlingworth, Wortham, Wyverstone, Yaxley.